# Laossaarõ
Laossaarõ – wieś w Estonii, w prowincji Võru, w gminie Rõuge.